# Complejo inmune

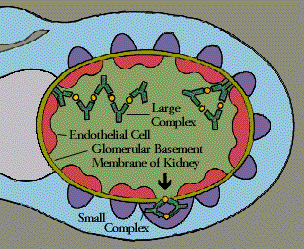
Enfermedad por complejos inmunes.

Un complejo inmune es un compuesto molecular formado por el enlace de un anticuerpo a un antígeno soluble. Después de la interacción antígeno-anticuerpo, los complejos inmunes pueden ser objeto de algunas de estas respuestas: depositados por el complemento, opsonizados, fagocitados o procesados por proteasas. Los glóbulos rojos portadores del CR1 sobre su superficie, puede unir complejos inmunes C3b y trasportarlos hacia los fagocitos, ubicados las mayor parte en el hígado y el bazo, regresando luego a la circulación general.
Los complejos inmunes pueden por sí mismos causar enfermedad al ser depositados en los órganos, por ejemplo, en algunas formas de vasculitis. Esta es la tercera forma de hipersensibilidad en la clasificación de Gell-Coombs, llamada hipersensibilidad tipo III.
El depósito de complejos inmunes es una característica importante en algunas enfermedades autoinmunes como el lupus eritematoso sistémico, crioglobulinemia, artritis reumatoidea, esclerodermia y enfermedad de Sjögren.